# Mac to the Future
Albums de Mac Mall
Thizziana Stoned and the Temple of Shrooms
(2006) The Rebellion Against All There Is
(2012)
Mac to the Future est le septième album studio de Mac Mall, sorti le 18 août 2009.

## Liste des titres
| No  | Titre             | Durée |
| --- | ----------------- | ----- |
| 1.  | Mac to the Future | 0:40  |
| 2.  | I Don't Get Mad   | 4:07  |
| 3.  | Nuthin Bout Thizz | 3:22  |
| 4.  | Alley Oop         | 4:12  |
| 5.  | Fresh             | 3:29  |
| 6.  | Mac Dre T-Shirt   | 3:27  |
| 7.  | Cutthoat Life     | 3:50  |
| 8.  | Hubble High       | 2:40  |
| 9.  | Fire Remix        | 4:27  |
| 10. | Pimparistic       | 3:45  |
| 11. | Tell Dem          | 5:34  |
| 12. | For Real          | 3:43  |
| 13. | Sawyer Street     | 7:48  |